# Idioma español en Aruba
La presencia de la lengua española en Aruba, país autónomo del Reino de los Países Bajos, es significativa. El país caribeño posee una gran cantidad de hispanohablantes. Según datos del censo de 2000, el español es la segunda lengua más hablada, tras el papiamento. Un 12,6% de sus habitantes lo utiliza como lengua materna. Esto se debe a la presencia de emigrantes de países hispanohablantes: por país de nacimiento, en 2017 había un 9.1% de colombianos, 4.1% de dominicanos, 3.2% de venezolanos, y un 1.1% de  peruanos, entre otros. Si se considera el número total de hispanohablantes, la cifra aumenta a unos 93.500, lo que equivale al 85% de la población. De ese 85% solo 1/5 lo posee como lengua única. 
La cercanía de la isla a Venezuela ha convertido al idioma español en imprescindible. En el sistema escolar su enseñanza es obligatoria a partir del quinto grado. De igual manera, varios son los canales de televisión venezolanos cuya señal alcanza suelo arubano. 
A pesar de esto solo el idioma neerlandés, y el papiamento tienen estatus de lenguas oficiales. La última se trata de una lengua criolla resultante de la combinación de español, portugués, neerlandés, inglés, francés y arahuaco. Son numerosos los vocablos en papiamento que proceden del español. Este país había formado parte del Imperio español, antes de ser cedido al Imperio neerlandés.

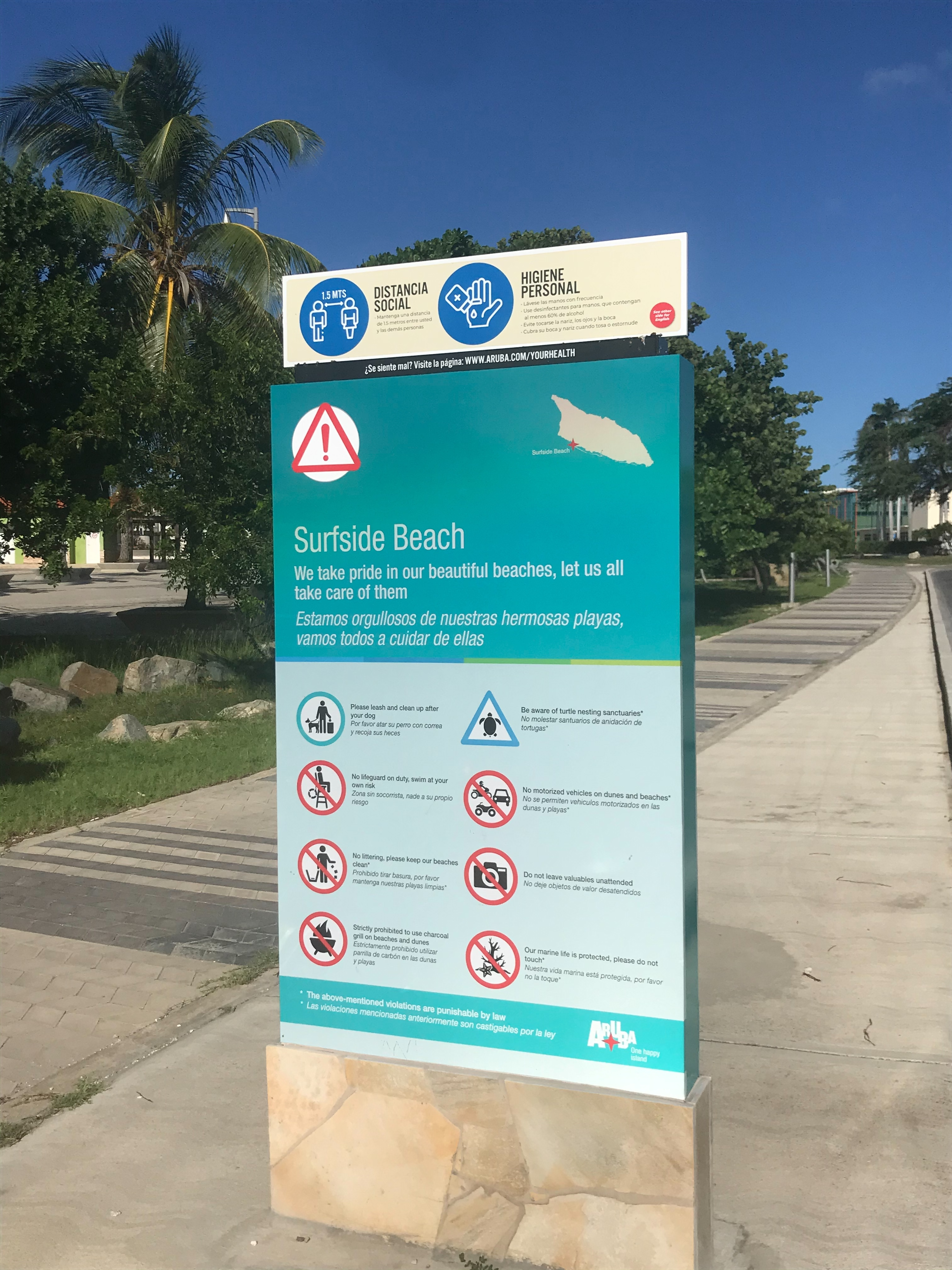
Aviso de 2020 sobre el Covid escrito en inglés y español en Oranjestad, Aruba